# Neotetraneuromyia lenticularis
Neotetraneuromyia lenticularis är en tvåvingeart som beskrevs av Spungis 1987. Neotetraneuromyia lenticularis ingår i släktet Neotetraneuromyia och familjen gallmyggor.
Artens utbredningsområde är Lettland. Inga underarter finns listade i Catalogue of Life.